# RNFレーシング
RNFレーシング（RNF Racing）は2022年から2023年にかけて活動したマレーシアのレーシングチーム。ヤマハとアプリリアのサテライトチームとして、ロードレース世界選手権MotoGPクラスに参戦した。

## チームの経歴
2021年シーズンまで、セパン・インターナショナル・サーキットが運営に関わっていたセパン・レーシングチーム (SRT) が起源である。当時はヤマハのサテライトチームとして活動しており、ライダーには、ファビオ・クアルタラロとフランコ・モルビデリを迎えていた。しかし、共にタイトルパートナーシップを務めていたペトロナスが契約を終了したため、2022年にWithUヤマハ・RNF・MotoGPチームとして変わり、ドルナスポーツと新たに契約を結ぶ。ライダーには、アンドレア・ドヴィツィオーゾとダリン・ビンダーが加入した。また、電動バイクのMotoE世界選手権にも参戦した。
2023年はヤマハからアプリリアのサテライトチームへ転向。ルーマニアの企業クリプトデータ (CryptoDATA) がチーム株式の過半数を取得し、クリプトデータ・RNF・MotoGPチームとして、2024年までの2年契約という形でレースに挑む。ライダーはミゲール・オリベイラとラウル・フェルナンデス。しかしシーズン後半に入り、チームの財政的な問題などが度々メディアで話題となり、最終的に「MotoGPの公共的なイメージに影響を与える、度重なる違反や参加協定違反を繰り返して来たこと」を理由として、2023年11月27日に2024年シーズンの参戦を取り消す処分を受けた。SRT時代からチームを率いてきたラズラン・ラザリ代表が離職し、チームの組織はトラックハウス・レーシングに引き継がれ、2024年のエントリーが認められた。